# Хронологија рата Израела и Хамаса
Рат између Израела и Хамаса пoчeo је 7. октобра 2023. године координисаном изненадном офанзивом више милитантних група Палестинаца на градове, граничне прелазе и цивилна насеља у Израелу. Ово је први директни сукоб унутар територије Израела од 1948. Напади су започели раним јутром ракетним нападима и упадима на територију Израела, настављајући са нападима на цивиле и војску. Ови догађаји су назначени као почетак треће палестинске интифаде, а Израел је објавио рат, први пут од 1973.

## 2023.

### Октобар
7. октобар
Мухамед Деиф, високи војни командант Хамаса, је изјавио у преносу на Хамасовим медијима да је организација преузела одговорност за ракетни напад који је изведен јутрос на јужни и централни Израел из Појаса Газе и позвао све Палестинце да се придруже борби. „Ово је дан највеће борбе и последњи дан окупације“, рекао је Деиф, најавивши покретање операције и лансирање 5.000 ракета.
Израелски министар одбране Јоав Галант прогласио је ванредну ситуацију на југу земље у кругу од 80 километара од Појаса Газе.
Европска унија са великом забринутошћу прати вести које долазе из Израела и недвосмислено осуђује нападе Хамаса, саопштио је данас високи представник Европске уније за спољну и безбедносну политику Жозеп Борељ. Британски министар спољних послова Џејмс Клеверли рекао је да та земља осуђује напад Хамаса на Израел.Председник Србије Александар Вучић је такође осудио изненадне нападе на Израел, наводећи да је, како је рекао, данас више него икада пре потребно да Израелци и Палестинци заједнички стану на пут насиљу.
Оружане снаге Израела саопштиле су да десетине борбених авиона циљају локације Хамаса у Појасу Газе.
Очевици наводе да у Гази одјекују експлозије.
8. - 31. октобар
Израелска војска (ИДФ) саопштава да изводи артиљеријске ударе на мете у Либану, након што је са територије те земље у правцу Израела испаљено више минобацачких граната.Пројектили су пали на простор спорне Голанске висоравни, а тренутно нема информација о повређенима и о материјалној штети.
Палестинске власти позвале су на хитан састанак Арапске лиге на нивоу министара спољних послова, наводи Вафа, палестинска новинска агенција.
Захтев за састанком долази у светлу "бруталне и текуће израелске агресије на палестински народ, укључујући ескалацију напада на џамију Ал Акса од стране хиљада насељеника“, рекао је амбасадор Арапске лиге Муханад ел Аклук.
Kабинет за безбедност Израела изгласао је да је земља званично у ратном стању и да може да обавља "значајне војне активности".
Израелске одбрамбене снаге (ИДФ) саопштиле су да су покренуле нови талас ваздушних напада на Појас Газе, и да су таргетиране ''мете које припадају терористичкој групи Хамас''.ИДФ је саопштио и да је њихова морнарица данас гађала бројне поморске положаје Хамаса у Појасу Газе.Саопштено је да је морнарица користила ''прецизну муницију'' испаљену са морнаричког брода.
САД ће преместити ближе Израелу ударну групу носача авиона, укључујући носач ''Форд'' и бродове који служе као његова подршка, изјавио је министар одбране САД Лојд Остин.Он је додао да ће САД обезбедити муницију Израелу, као и да ће распоредити додатне борбене авионе у региону.
Премијер Израела Бенјамин Нетанјаху рекао је америчком председнику Џо Бајдену да Израел нема другог избора осим да покрене копнену операцију против Хамаса у Гази.
На северу Газе нападнут је конвој палестинских цивила, након што је Израел поручио становницима да напусте ту област.У конвоју су углавном били жене и деца. Палестинско министарство здравља саопштило је да је убијено око 70 људи на лицу места и окривљује Израел за напад.
Црква Светог Порфирија у Гази погођена је синоћ током ваздушних напада, саопштено је из Јерусалимске патријаршије.
Још један конвој хуманитарне помоћи прешао је гранични прелаз Рафа и на путу је ка Појасу Газе.Реч је о 17 камиона помоћи, који су прегледани на египатској страни прелаза.
Први конвој помоћи са 20 камиона, ушао је јуче у Газу.
Сукоб израелске војске и Хамаса траје 25 дана. Израелска војска саопштава да се у Појасу Газе воде жестоке борбе. Министарство здравља у Гази, под контролом Хамаса, истиче да је у Гази до 7. октобра до 31. октобра сада страдало 8.525 Палестинаца.

### Новембар
Израелске одбрамбене снаге (ИДФ) саопштиле су да су копнене операције у Појасу Газе настављене и током ноћи, те да су снаге напале десетине циљева Хамаса, истичући да је од почетка сукоба погођено око 11.000 локација и других терористичких група.
ИДФ у саопштењу наводи да је ваздухопловство, такође, извршило нападе на командне центре Хамаса и друге терористичке ћелије.
Око 80 возила хитне помоћи из Египта стигло је на прелаз Рафа на граници са Појасом Газе, да би примили повређене Палестинце.Ти пацијенти биће први Палестинци којима је дозвољено да напусте Газу од почетка рата Хамаса и Израела.
Израелске одбрамбене снаге (ИДФ) саопштиле да су од почетка копнене операције на Појас Газе, пре недељу дана, погодиле више од две и по хиљаде Хамасoвих положаја.ИДФ наводи да су током ноћи трупе наставиле борбе са припадницима Хамаса у северном делу Газе.
Италија шаље болнички брод који ће пристати близу обале Газе да помогне у лечењу жртава израелско-палестинског сукоба, каже италијански министар одбране Гвидо Крозето.
"Брод испловљава данас са 170 запослених, укључујући 30 људи обучених за хитне случајеве, рекао је Крозето", додајући да се такође ради на слању пољске болнице у Газу.
Израелске одбрамбене снаге саопштиле су да су откриле и уништиле око 130 тунелских отвора у Појасу Газе откако је почела копнена операција прошлог месеца.Наводи се и да су пешадијске снаге освојиле Хамасов камп за обуку на северу Појаса Газе и да је у кампу пронађено оружје.У оквиру кампа пронађено је и неколико улаза у тунеле, који су уништени.
Власти у Катару објавиле су јутрос да је направљен значајан напредак у постизању решења за сукоб у Појасу Газе, први од почетка рата пре више од месец и по дана.Договорено је да Хамас ослободи педесет израелских талаца, жена и деце, које су отели 7. октобра.Примирје ће трајати најмање четири дана.
24. новембра у шест сати ступило је на снагу четвородневно примирје између Израела и Хамаса.У сатима који су претходили привременом прекиду ватре активирале су се сирене у израелским градовима који се граниче са Газом.
Прва група израелских талаца предата је особљу Међународног комитета Црвеног крста и налази се у возилима хитне помоћи на изласку из Газе преко прелаза Рафа, рекао је израелски званичник.Ослобађање 13 талаца је прва од четири очекиване фазе. Хамас је пристао да ослободи око 50 талаца током четири дана примирја са Израелом, сву децу, мајке и друге жене.
Портпарол катарског министарства спољних послова Маџед ал-Ансари саопштио је да је 39 палестинских жена и малолетника ослобођено у складу са споразумом који су постигли Израел и Хамас.
Израелска влада одобрила је ослобађање 50 палестинских жена талаца у оквиру споразума о продужењу привременог примирја и обезбеђивању ослобађања још скоро 20 Израелаца које Хамас држи као таоце од 7. октобра.
Хамас је предао Међународном комитету Црвеног крста 14 талаца које је држао у Појасу Газе, од којих 10 Израелаца и четири држављана Тајланда.Раније у току дана Хамас је пустио две две руско-израелске држављанке, као гест добре воље према руском председнику Владимиру Путину, ван споразума са Израелом.
Више од 14.800 људи убијено је, укључујући око 6.000 деце и 4.000 жена, у израелским нападима, према званичницима у Гази.Од 24 болнице које су радиле на северу пре рата, 22 су или ван функције или не могу да приме нове пацијенте.Од 11 медицинских установа на југу тренутно је осам у функцији.

### Децембар
Изрелска војска (ИДФ) саопштила је да је, након што је Хамас прекршио примирје, извела ваздушне нападе на око 200 циљева широм Појаса Газе.Неколико напада извршено је на Кан Јунис и Рафах на југу Газе.ИДФ каже да су копнене трупе у међувремену срушиле структуре које су биле миниране, тунеле, места за лансирање ракета и другу инфраструктуру која припада Хамасу.Како се додаје, морнарички чамци наоружани ракетама, тенкови и артиљерија такође су извршили ударе у Гази.
У међувремену, из Газе је испаљено око 50 ракета на градове на југу Израела.
Израелске одбрамбене снаге саопштиле су да је рано јутрос из Сирије испаљена ракета на север Израела.
У одвојеном нападу, противтенковска навођена ракета је испаљена из Либана на отворено подручје у близини заједнице Јифтах на северу Израела, али није било повређених, наводи се у саопштењу ИДФ и додаје да израелска артиљерија гранатирала бројне области у јужном Либану.
Скоро 1,9 милиона људи, више од 80 одсто укупне популације Појаса Газе, расељено је од почетка рата између Хамаса и Израела, саопштила је Агенција Уједињених нација за палестинске избеглице (UNRVA).
Скоро 1,2 милиона интерно расељених лица налазило се у 156 објеката UNRVA широм Појаса Газе, од чега се велика већина, скоро милион људи, налази у склоништима у централној и јужној Гази, укључујући места Кан Јунис и Рафа.
Израелске одбрамбене снаге (ИДФ) саопштиле су да се жестоке борбе настављају у Појасу Газе, као и да су трупе током протеклог дана извеле преко 250 напада. ИДФ наводи и да је убијена група оперативаца Хамаса код школе у северној Гази, те да су израелски војници у тој области пронашли и уништили тунел, као и оружје те палестинске групе.
Савет безбедности Уједињених нација (СБ УН) усвојио је резолуцију о Гази. Резолуција предвиђа већу хуманитарну помоћ палестинској енклави, уз позив на предузимање "хитних корака како би створили услови за одрживи прекид непријатељстава".Резолуција, коју су саставили Уједињени Арапски Емирати, у СБ УН усвојена са 13 гласова за, као и уз два уздржана.
Русија и САД су се уздржале од гласања о резолуцији.
Најмање 21.110 особа је погинуло, а 55.243 су повређене у израелским нападима на Појас Газе од 7. октобра, саопштило је Министарство здравља у Гази.

## 2024.

### Јануар
Хамас је испалио више од 20 ракета ка јужном и централном Израелу на почетку нове године.Већину пројектила пресрео је израелски одбрамбени систем "гвоздена купола".
Сирене за ваздушни напад огласиле су се у централном делу Израела, укључујући градове Реховот, Нес Зиона, Холон, Лод, Модин, Ашдод, Сдерот и још неке градове на југу.
Израелска војска саопштила је да је мисија уништења Хамасове инфраструктуре у северној Гази завршена, као и да је смањила своје војне операције у том делу Појаса док се офанзива усмерава на југ те енклаве.
Последњих недеља, Израел је смањио војне нападе на северну Газу док проширује офанзиву на југу те територије, где се већина од 2,3 милиона Палестинаца у Гази налази у малом подручју, услед хуманитарне катастрофе и константних ваздушних напада.
Израелска агенција при Министарству одбране (ЦОГАТ) саопштила је да је 198 камиона са хуманитарном помоћи ушло у Појас Газе, након што су прошли инспекцију.
Агенција додаје да је 113 камиона превезло храну и воду, лекове и опрему за склоништа.
Тренутни сукоб Израела и Хамаса је далеко најдужи, најкрвавији и најразорнији сукоб две сукобљене стране, пише АП, поводом 100 дана рата Израела и палестинске милитантне групе Хамас.Агенција наводи да су за то време погинула укупно 23.843 Палестинца, од тога 347 на Западној обали.
Борбе су избиле 7. октобра, када је Хамас извео смртоносни напад на јужни Израела, у којем је погинуло 1.200 људи и од тада Израел спроводи војну кампању у Појасу Газе, на копну и из ваздуха, што је резултирало до сада невиђеним људским жртвама, разарањима инфраструктуре и стамбених објеката.Додаје се да су међу погинулим Палестинцима око две трећине жене и деца, а да је у борбама погинуло око 8.000 припадника Хамаса.
На крају километарског тунела у коме су биле постављене мине у Појасу Газе, израелски војници су открили скучене ћелије у којима је Хамас, како је навела израелска војска, држао око 20 талаца.
Израелска војска је пронашла пет уских просторија иза металних решетки, тоалете, душеке, па чак и цртеже детета таоца које је ослобођено током новембарског примирја, рекао је портпарол израелска војске Данијел Хагари.У тренутку када је откривен тунел, није пронађен ниједан талац.
Министарство здравља у Гази саопштило је да је најмање 26.637 Палестинац убијено у тој енклави од почетка рата.
Најновији број укључује 215 погинулих у протекла 24 сата, наводи се у саопштењу, док је 65.387 људи рањено од 7. октобра.

### Фебруар
Одбрамбене снаге Израела саопштиле су да су током ноћашњих рација на Западној обали израелски војници ухапсили 33 Палестинца за којима је раније расписана потерница.Израелске снаге су од почетка сукоба ухапсиле више од 3.000 Палестинаца на Западној обали.
Израелска војска је сопштила да је открила и уништила тунел који су лидери Хамаса користили као склониште и затвор за израелске таоце у Кан Јунису, на југу Газе.
"Ради се о стратешком подземном пролазу који се протеже дуже од једног километра и он је уништен", саопштиле су Израелске одбрамбрене снаге (ИДФ).Подезмни пролаз био је изграђен од чврстих материјала, а унутар тунела налазило се и купатило, кухиња, простор за одмор и пролази који су водили ка другим тунелима.
Према информацијама локалних здравствених власти у Гази, документовано је 107 смртних случајева и рањено 142 особе од стране Израелског режима у протекла 24 сата.Медицински извори су даље известили да су поједине жртаве и рањени у 13 одвојених напада ИДФ-а и даље заробљени испод рушевина и на улицама.
Здравствене власти у Гази су такође навеле да су израелске снаге намерно убиле 340 здравствених радника, притвориле 99 других и уништиле 123 возила хитне помоћи током сукоба који траје 126 узастопних дана.
Египат је послао око 40 тенкова и оклопних транспортера до Синаја током протекле две недеље у оквиру мера за јачање безбедности на граници са Газом, саопштила су два египатска безбедносна извора.До јачања пограничне безбедности долази након најављене експанзије израелских војних операција у Појасу Газе, с планом инвазије на погранични град Рафу.
У Рафи се тренутно налази више од 700.000 интерно расељених лица, а Египат страхује да би, у случају напада, они могли бити присилно истерани из Газе у Синај.
Најмање 40 људи је убијено, а десетине рањено у нападима израелске војске на куће у насељу Деир ел Балах у Централној Гази.
Најмање 112 Палестинаца је убијено, а 760 повређено у пуцњави израелске војске на људе који су стајали у реду за храну, тврде власти у тој енклави. Израелски званичници, са друге стране, тврде да је већину жртава проузроковао стампедо, као и да су поједине особе прегазили камиони за снабдевање. Израелска војска признала је да су њени припадници пуцали на неке Палестинце који су кренули према војницима и тенку на контролном пункту.
Најмање 29.692 Палестинца је убијено, а 69.879 повређено у израелским нападима на Газу од 7. октобра, саопштило је министарство здравља у Гази.

### Март
Војска САД извела је данас прво испоручивање хуманитарне помоћи Појасу Газе из ваздуха.Званичници су навели да је испуштање помоћи изведено помоћу три авиона Ц-130. Један од званичника рекао је за АП да је око 38.000 оброка било у тој помоћи.
Друге земље, укључујући Француску, Египат и Јордан, раније су испоручиле из ваздуха хуманитарну помоћ за Појас Газе.
Брод који је превозио скоро 200 тона хране у Газу напустио је луку на Кипру у уторак рано у пилот-пројекту отварања новог поморског пута помоћи становништву на ивици глади.Хуманитарни брод виђен је како испловљава из луке Ларнака на Кипру са баржом која носи око 200 тона брашна, пиринча, поврћа и хране богате беланчевинама.
Агенција Уједињених нација за палестинске избеглице (УНРВА) саопштила је да је једно од њених складишта где се држи хуманитарна помоћи у Појасу Газе "погођено", при чему је повређено "десетине" људи.Министарство здравља у Појасу Газе којим управља Хамас саопштило је да су четири особе погинуле у "бомбардовању складишта".
Од почетка рата између Израела и Хамаса убијено је укупно 162 радника Агенције УН.
Борбени авиони израелских ваздухопловних снага појачали су ваздушне нападе у Гази током протеклог дана погодивши више од 60 циљева широм Појаса Газе, углавном као подршка снагама које маневришу на земљи, саопштиле су Израелске одбрамбене снаге (ИДФ).
Циљеви су укључивали тунеле који су коришћени за нападе и зграде у којима су били окупљени наоружани људи, наводи ИДФ.
Дванаест особа удавило се у мору недалеко од обале северне Газе, док су покушавали да допливају до хуманитарне помоћи избачене из авиона, саопштено је из палестинског министарства здравља.На видео-снимку види се да је хуманитарна помоћ избачена из авиона изнад приобалног појаса Беит Лахија у северној Гази и гомила људи који трче према плажи да би се домогли хране.Такође се види како људи пливају у дубокој води и извлаче беживотна тела на пешчану обалу.
Данашња несрећа је последњи у низу смртоносних инцидената током испоруке хуманитарне помоћи у пренасељену палестинску енклаву у којој влада глад, а људи преживљавају једући коров и хлеб направљен од сточне хране.
Шпански војни авиони данас су из ваздуха испустили 26 тона товара са хуманитарном помоћи Палестинцима у Појасу Газе, док је Мадрид позвао Израел да отвори копнене граничне прелазе ка Гази како би се спречила епидемија глади, саопштено је из шпанског Министарства спољних послова.
Испуштање помоћи спроведено је у координацији са владом Јордана и суфинансирана је уз помоћ Европске уније, а избачено је више од 11.000 оброка хране како би се помогло више од милион људи у Појасу Газе суочених с глађу.
Министарство здравља у Гази је саопштило да је најмање 32.700 људи погинуло широм енклаве током више од пет месеци рата са Израелом, док је рањено више од 75.100 Палестинаца.

### Април
Након потпуног повлачења израелских снага из унутрашњости болничког комплекса Ел Шифа и његове околине, западно од града Газе, пронађена су беживотна тела више стотина убијених цивила, саопштили су медицински извори у палестинској енклави.Локални извори потврдили су да су се раније израелске снаге потпуно повукле из болнице Ел Шифа и околних стамбених насеља и кренуле према областима јужно од насеља Тал ел Хава, југозападно од града Газе.
Према речима очевидаца, израелске снаге спалиле су све зграде болнице Ел Шифа и учиниле је потпуно неупотребљивом.
Најмање 196 хуманитарних радника убијено је у Појасу Газе од октобра до 20. марта, саопштио је највиши званичник Уједињених нација за координацију хуманитарне помоћи у Појасу Газе Џејми Мекголдрик.
Службе хитне помоћи у палестинској енклави извукле су тела стотине Палестинца из масовне гробнице у медицинском комплексу Насер у граду Кан Јунису након што су се израелске снаге повукле са тог подручја. Како се наводи, до сада је извучено 310 тела.
Палестинци кажу да су израелске трупе тамо сахрањивале булдожерима.
Председник Сједињених Држава Џозеф Бајден потписао је пакет помоћи од 95 милијарди долара за Украјину, Израел и Тајван. Од укупне помоћи, 17,2 милијарди долара намењено је за војну помоћу Израелу, док су 9,2 милијарди планиране као хуманитарни пакет за Појас Газе.
Укупно 344 камиона помоћи прегледано је и пуштено у Газу преко Израела, наводи тело израелског министарства одбране надлежно за цивилне послове на палестинским територијама.
Сто од тих камиона упућено је северни део Појаса Газе, где се око 300.000 цивила крије усред рата са Хамасом који је у току.
Шеф Агенције УН за помоћ палестинским избеглицама (УНРВА) Филипе Лазарини изјавио је да је у Појасу Газе у протеклих шест месеци убијено више деце него у свим светским конфликтима у последње четири године укупно.
''За шест месеци убијено је више од 30.000 људи. Знамо да је међу њима 13.000 деце. Знамо да је у Гази за шест месеци убијено више деце него у свим сукобима широм света у последње четири године, рекао је Лазарини.
Најмање 34.535 Палестинца је погинуло, а 77.704 су повређена у израелској офанзиви на Газу од 7. октобра, саопштило је Министарство здравља у Гази.

### Мај
Најмање 20 Палестинаца ухапшено је током ноћи у израелским рацијама широм окупиране Западне обале, саопштило је Палестинском друштву затвореника.
Најновија хапшења догодила су се у Хеброну, Калкилyи, Витлејему, Рамали, Тубасу, Наблусу и Јерусалиму. Међу ухапшенима су и деца.
Од 7. октобра на Западној обали ухапшено је укупно 8.535 Палестинаца.
Јордан је навео да су израелски досељеници напали два конвоја хуманитарне помоћи на путу за Појас Газе на прелазима Беит Ханоун и Карам Абу Салем.
Брод који превози хуманитарну помоћ у Појас Газе испловио је данас из јужне Турске ка палестинској енклави.
Укупно 5.066 тона помоћи, укључујући храну, производе за негу беба, вреће за спавање и робу без глутена утоварено је на брод у међународној луци Мерсин под вођством турског Црвеног полумесеца. УН наводи да је 85 одсто становништва енклаве расељено, а суочава се са мањком хране, пијеће воде и лекова.
Израелске снаге упале су у село Јатма, јужно од града Наблус на Западној обали и испалиле метке и отрован сузавац. Локални извори рекли су за палестинску агенцију да је након тога избио сукоб са мештанима села.
Израелски министар одбране Јоав Галант рекао је у телефонском разговору са  америчким колегом Лојдом Остином да Израелу није преостало ништа друго него да покрене офанзиву на Рафу на југу Појаса Газе након ракетног баража из тог града на положаје израелске војске на граници.
Израелски тенкови и трупе ушли су у град Рафа на југу Газе, где су стигли на око 200 метара од границе са Египтом, рекли су палестински и египатски званичници. Египатски званичник рекао је за агенцију да се чини да је реч о операцији ограниченог обима, као и да су израелски званичници обавестили Египат да ће се трупе повући после завршетка операције.
Радио Израелске војске известио је да су израелске снаге преузеле контролу над палестинском страном прелаза Рафа, који се граничи са Египтом у јужној Гази.
Велика Британија је падобраном доставила 12 тона помоћи у Појас Газе, чиме је укупна количина британске помоћи палестинској енклави порасла на више од 100 тона. Како се наводи, 12 тона готових јела, воде, пиринча, конзерви и брашна бачено је дуж северне обале Газе на палете причвршћене за падобране од стране особља британског ваздухопловства и војске из транспортних авиона А400М.
Авион који носи хуманитарну помоћ из Србије за Газу слетео је у Египат.  Хуманитарна помоћ даје се у храни, води, медицинској опреми, као и шаторима за смештај породица, укупна вредност робе је близу три милиона евра, а у тежини од близу 900 тона, саопштила је раније Влада Србије.
Најмање 15.000 деце преминуло је у Појасу Газе откако је 7. октобра 2023. године избила још једна ескалација израелско-палестинског сукоба, саопштила је прес-служба палестинских власти у енклави.
Наводи се да је најмање 30 деце умрло од неухрањености. Поред тога, око 17.000 малолетника је изгубило једног или оба родитеља због сукоба у Појасу Газе.
Најмање 35.984 Палестинца су погинула, а 80.643 повређено од почетка израелских напада, саопштило је министарство здравља у Гази.

### Јун
Израелска војска саопштила је да 1.858 камиона са хуманитарном помоћи ушло у Појас Газе, након што су их прегледале израелске власти.
Наводи се да су камиони превозили храну, воду, медицинску и опрему за склоништa, и да су у Газу ушли преко прелаза са југа и запада. "Број укључује и 764 камиона из Египта", наводи ИДФ.
Власти у Појасу Газе саопштиле су да је најмање 40 људи погинуло у израелском нападу на школу Агенције Уједињених нација за палестинске избеглице у којој су смештена расељена лица.  Напад се догодио код избегличког кампа Нусеират, у централној Гази.
Израелска војска је саопштила да се у школи налазила база Хамаса, испаљене су две ракете на учионицу на последњем спрату објекта.
Директор Kанцеларије за медије Хамаса одбацио је тврдње Израела да је у школи било седиште те организације. "То користе како би оправдали брутални злочин који су управо починили", саопштио је званичник Хамасa.
Уницеф саопштава да 90 одсто деце у Појасу Газе нема довољно хране потребне за правилан и здрав раст и развој. Упозорава да неухрањеност деце може довести до последица опасних по живот.
Наводи се да су у Појасу Газе, због вишемесечних ратних сукоба и смањених количина хуманитарне помоћи, урушени систем снабдевања храном, као и здравствени систем, што је изазвало катастрофалне последице по децу и њихове породице. Уницеф истиче да 90 одсто деце у Појасу Газе преживљава са једном или две групе хранљивих намирница дневно.
Најмање 274 Палестинца је убијено, а 698 повређено укључујући жене и децу у израелским нападима на избеглички камп Нусеират у централној Гази, саопштило је Министарство здравља Газе.
Најмање 42 особе убијене су у израелским нападима на области града Газе на северу палестинске енклаве, рекао је директор владине канцеларије за медије под управом Хамаса. Још 18 Палестинаца је убијено у нападу на куће у насељу Туфа.
Израелска војска саопштила је да су њени припадници прекршили протокол када су рањеног Палестинца везали за џип и одвезли. ИДФ је издао саопштење након што је на друштвеним мрежама објављен снимак инцидента. Породица рањеног човека рекла је да су тражили хитну помоћ, али да су дошли Израелци, везали га и одвезли. На крају је мушкарац одвезен у Црвени полумесец на лечење.
"Снимак показује однос који није у складу са вредностима које ИДФ негује. Инцидент ће стога на одговарајући начин бити истражен", саопштио је ИДФ.